# Zawisza Bydgoszcz
A Zawisza Bydgoszcz egy bydgoszczi lengyelországi csapat, amit 1946-ban alapítottak. A csapatot a Lengyel Labdarúgó-szövetség egy előnytelen szerződés miatt kizárták a ligából. A csapat korrupciós vizsgálatok alatt áll. Elképzelhető, hogy visszaminősítik a negyedik osztályba. 2014-be megnyerte a (Polish Cup)= Lengyel Kupát, és a (Polish SuperCup)= Lengyel Szuperkupát is!

## Stadion

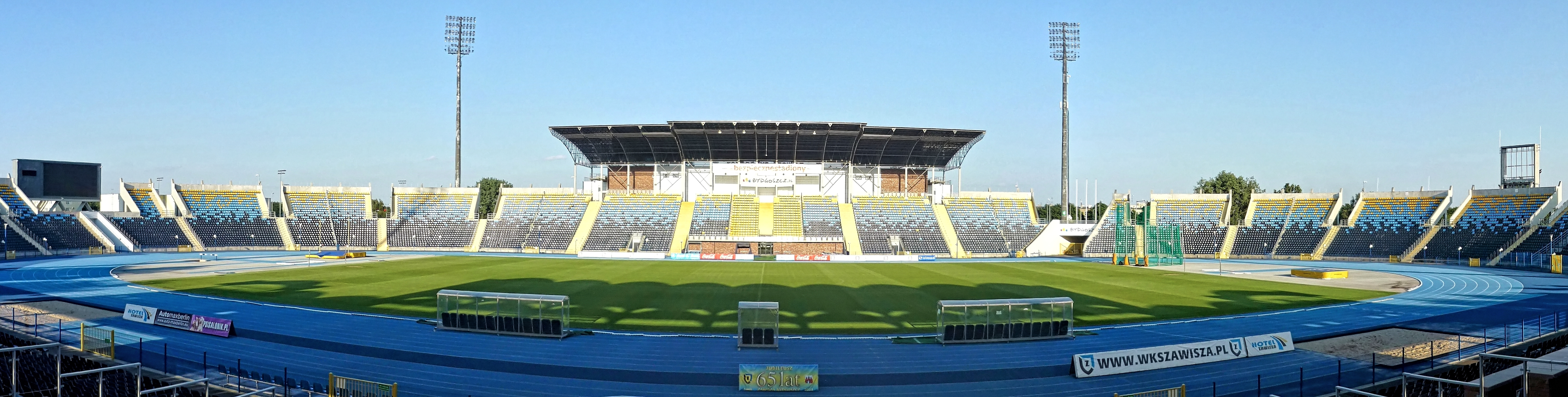
Zdzisław Krzyszkowiak Stadion

## Híres játékosok
- Zbigniew Boniek
- Stefan Majewski
- Andrzej Brończyk
- Paweł Kryszałowicz
- Piotr Nowak
- Sławomir Wojciechowski

## Sikerei
- Lengyelkupa-győztes (1)
  - 2014
- Lengyel szuperkupa-győztes (1)
  - 2014